# Agustín Fernández Gamboa
Agustín Fernández Gamboa Fernández de Arroyabé (Nanclares de Gamboa, Álava, 28 de agosto de 1789 - Madrid, 10 de abril de 1850) fue un político, diplomático, alto funcionario del Estado y militar español.

## Biografía
Inició su andadura en el ejército en 1808 luchando como soldado distinguido en la guerra de la independencia en el Regimiento de Granaderos de Caballería, llegando hasta teniente en 1816, momento en el que terminó su carrera militar. En el ejército conoció y trabó amistad con Juan Álvarez Mendizábal, lo que fue determinante en su posterior carrera política. Participó en la Sociedad Patriótica de Sevilla y se unió a al movimiento liberal contra Fernando VII. Con la caída de los liberales en 1823 se exilió en el Reino Unido y estuvo en Francia, tiempo en el que fue sometido a juicio en rebeldía en Sevilla y condenado a muerte en 1826. Con el fallecimiento de Fernando VII fue rehabilitado, 
Se incorporó a la administración del Estado en el departamento de Tesorería del Ministerio de la Guerra en Sevilla. Después, durante la minoría de edad de Isabel II fue cónsul de España en Bayona (1836), llevando a cabo acciones diplomáticas encaminadas a evitar el aprovisionamiento de los carlistas en suelo francés durante la guerra por la sucesión del trono español. Se incorporó en la regencia de Espartero como ministro de Hacienda en el primer gabinete del general hasta 1841. Fue diputado por la provincia de Navarra en 1841 y 1843, director general de Aduanas (1841-1843), siendo nombrado senador vitalicio por Isabel II en 1847. Fue también presidente interino de la Junta de Gobierno del Banco de Fomento y Ultramar en 1848.

## Obras
- Breve examen de los decretos de 6 de agosto de 1842 y 24 enero de 1843, y manifestación del cumplimiento dado al de 15 de septiembre de 1841.